# Eva Marie
Natalie "Eva" Marie Nelson (Concord, 19 de setembro de 1984), profissionalmente conhecida como Natalie Eva Marie, é uma modelo, atriz, valet, e lutadora profissional americana. É conhecida por sua passagem na WWE, onde atuou com o nome Eva Marie.
Em 2013, Nelson assinou com a WWE, e foi atribuída ao Performance Center da empresa em Tampa, Florida para começar seu treinamento. Em julho de 2013, Nelson fez sua estreia no plantel principal, e no final do mês se tornaria a valet das The Bella Twins e participaria do reality show Total Divas. Foi demitida em 4 de agosto de 2017.

## Filmografia
| Ano       | Título        | Papel         | Notas |
| --------- | ------------- | ------------- | ----- |
| 2017      | Action No. 1  | Bounty Hunter |       |
| 2017      | Inconceivable | Linda         |       |
| 2013      | Entourage     |               | [ 3 ] |
| 2013–2017 | Total Divas   | Ela mesma     | [ 3 ] |

## In wrestling

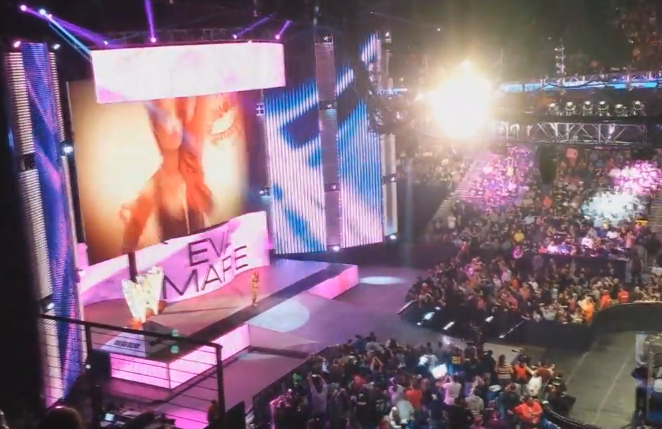
Eva Marie fazendo sua entrada em 2014.

- Movimentos de finalização
  - Sliced Red #2[9][10] (Shiranui)[11][12] – 2015–16; adotado de Brian Kendrick
- Movimentos secundários
  - Running big boot, às vezes em um oponente que se aproxima[13][14][15][11]
  - Running back elbow, em um oponente cercado[14][15][11]
  - Running senton[16][15][11]
  - Seated surfboard[17][18][15]
  - Schoolgirl[19][20][21][22]
  - Shoulder block, às vezes seguido por um evasive cartwheel[23][14][24][14][24]
  - Side slam backbreaker[25][17]
  - Snap suplex, às vezes flutuando para um small package[18][16][11]
  - Tilt-a-whirl headscissors takedown[9][26]

- Alcunhas
  - "The Flame-Haired Femme Fatale"[27]
  - "Ms. All Red Everything"[28]
  - "The Red Queen"[29][30]

- Managers
  - Nikki Bella[22]
  - Nia Jax[14][31]
- Lutadores que gerenciou
  - Natalya[32]
  - The Bella Twins[33][34]
- Temas de entrada
  - "Top of the World" por CFO$[35] (WWE; 23 de novembro de 2013 – 31 de dezembro de 2013, 3 de abril de 2016)
  - "Out of My Mind" por CFO$ (com Chad Cherry)[36] (WWE/NXT; 14 de fevereiro de 2014 – 15 de agosto de 2014)
  - "Time to Rise" por CFO$[37] (NXT/WWE; 3 de junho de 2015 – 16 de agosto de 2016)

## Campeonatos e prêmios

### Modelo Fitness
- Powertech Model & Fitness Competition (2012)[3]

### Luta profissional
- Pro Wrestling Illustrated
  - Colocou-a na 50ª posição das 50 melhores lutadoras na PWI Female 50 em 2016[38]
- Wrestling Observer Newsletter
  - Pior luta do ano (2013) com The Bella Twins (Brie Bella e Nikki Bella), The Funkadactyls (Cameron e Naomi), JoJo e Natalya vs. AJ Lee, Alicia Fox, Aksana, Kaitlyn, Rosa Mendes, Summer Rae e Tamina Snuka em 24 de novembro[39]